# 丙咪嗪
丙咪嗪是一种口服三环类抗抑郁药，主要用于治疗抑鬱。它还可以治疗焦慮和恐慌症。
丙咪嗪的常见副作用有口乾、昏睡、頭暈、低血壓、心跳过速、尿瀦留。丙咪嗪过量可能會导致死亡。
丙咪嗪于1951年被发现，并于1957年投入臨床使用。